# Evropski komisar za energijo
Evropski komisar za energijo je član Evropske komisije, pristojen za energetiko.

## Seznam komisarjev
| #   | Ime                                          | Država          | Mandat                             | Predsednik komisije  |
| --- | -------------------------------------------- | --------------- | ---------------------------------- | -------------------- |
| 1   | Wilhelm Haferkamp                            | Zahodna Nemčija | 1967–1970                          |                      |
| 2.  | Wilhelm Haferkamp                            | Zahodna Nemčija | 1970–1972                          |                      |
| 3.  | Wilhelm Haferkamp                            | Zahodna Nemčija | 1972–1973                          |                      |
| 4.  | Henri François Simonet                       | Belgija         | 1973–1977                          |                      |
| 5.  | Guido Brunner                                | Zahodna Nemčija | 1977–1981                          |                      |
| 6.  | Étienne Davignon                             | Belgija         | 1981–1985                          |                      |
| 7.  | Nicolas Mosar                                | Luksemburg      | 1985–1989                          | Jacques Delors       |
| 8.  | António Cardoso e Cunha                      | Portugalska     | 1989–1993                          | Jacques Delors       |
| 9.  | Marcelino Oreja                              | Španija         | 1993–1994                          | Jacques Delors       |
| 10. | Abel Matutes                                 | Španija         | 1994–1995                          | Jacques Delors       |
| 11. | Christos Papoutsis                           | Grčija          | 1995–1999                          | Jacques Santer       |
| 12. | Loyola de Palacio                            | Španija         | 1999–2004                          | Romano Prodi         |
| 13. | Andris Piebalgs ALDE                         | Latvija         | 2004–2010                          | Mannuel Barroso      |
| 14. | Günther Oettinger Evropska ljudska stranka   | Nemčija         | 2010–2014                          | Mannuel Barroso      |
| 15. | Miguel Arias Cañete Evropska ljudska stranka | Španija         | 1. november 2014–31. november 2019 | Jean-Claude Juncker  |
| 16. | Kadri Simson ALDE                            | Estonija        | 1. december 2019–1. december 2024  | Ursula von der Leyen |
| 17. | Dan Jørgensen S&D                            | Danska          | 1. december 2024–                  | Ursula von der Leyen |

## Kandidatura Alenke Bratušek
Leta 2014 je bila kandidatka za položaj energetske komisarke nekdanja slovenska predsednica vlade Alenka Bratušek. S stališči pristojnega odbora ni prepričala. Njeno primernost je podprlo 13 evropskih poslancev, 112 pa jih je glasovalo proti, s čimer je bila zavrnjena kot kandidatka. Bratuškova je bila ob tem kandidatka za podpredsednico Evropske komisije.
Namesto nje je vlada Mira Cerarja za komisarko predlagala Violeto Bulc, ki ji je pripadel resor za promet.